# WNT10B
WNT10B (англ. Wnt family member 10B) – білок, який кодується однойменним геном, розташованим у людей на короткому плечі 12-ї хромосоми. Довжина поліпептидного ланцюга білка становить 389 амінокислот, а молекулярна маса — 43 000.
| 10         |  | 20         |  | 30         |  | 40         |  | 50         |
| ---------- |  | ---------- |  | ---------- |  | ---------- |  | ---------- |
| MLEEPRPRPP |  | PSGLAGLLFL |  | ALCSRALSNE |  | ILGLKLPGEP |  | PLTANTVCLT |
| LSGLSKRQLG |  | LCLRNPDVTA |  | SALQGLHIAV |  | HECQHQLRDQ |  | RWNCSALEGG |
| GRLPHHSAIL |  | KRGFRESAFS |  | FSMLAAGVMH |  | AVATACSLGK |  | LVSCGCGWKG |
| SGEQDRLRAK |  | LLQLQALSRG |  | KSFPHSLPSP |  | GPGSSPSPGP |  | QDTWEWGGCN |
| HDMDFGEKFS |  | RDFLDSREAP |  | RDIQARMRIH |  | NNRVGRQVVT |  | ENLKRKCKCH |
| GTSGSCQFKT |  | CWRAAPEFRA |  | VGAALRERLG |  | RAIFIDTHNR |  | NSGAFQPRLR |
| PRRLSGELVY |  | FEKSPDFCER |  | DPTMGSPGTR |  | GRACNKTSRL |  | LDGCGSLCCG |
| RGHNVLRQTR |  | VERCHCRFHW |  | CCYVLCDECK |  | VTEWVNVCK  |  |            |

A: Аланін

C: Цистеїн

D: Аспарагінова кислота

E: Глутамінова кислота

F: Фенілаланін

G: Гліцин

H: Гістидин

I: Ізолейцин

K: Лізин

L: Лейцин

M: Метіонін

N: Аспарагін

P: Пролін

Q: Глутамін

R: Аргінін

S: Серин

T: Треонін

V: Валін

W: Триптофан

Кодований геном білок за функціями належить до білків розвитку, фосфопротеїнів. 
Задіяний у таких біологічних процесах, як сигнальний шлях Wnt, альтернативний сплайсинг. 
Локалізований у позаклітинному матриксі.
Також секретований назовні.